# Babylon (альбом Яромира Ногавицы)
Babylon — пятый студийный альбом чешского исполнителя Яромира Ногавицы, вышедший в 2003 году.

## Об альбоме
Babylon записан и сведён в студии MSN Recording в городе Яблонец-над-Нисой в июле-сентябре 2003 г. В записи альбома приняли участие Вит Сазавский, Карел Плихал и музыканты из группы Čechomor. На обложке, которая принесла её автору Алешу Найбрту награду чешской Академии поп-музыки в номинации «Лучшая обложка», изображён сам Яромир Ногавица в образе остравского шахтёра.
Это первый альбом, который был издан не только в Чехии, но и в Польше. Польская версия отличается наличием дополнительного трека — вариант песни «Milionář» на польском языке, исполняемый Ногавицей чуть медленнее, чем в оригинале. Также буклет польского издания содержит тексты всех песен на польском языке.
Песня «Ženy» была впервые издана в 1998 г. на диске ансамбля Neřež в исполнении Яромира Ногавицы, Вита Сазавского и Зденека Вржештяла в аранжировке Вита Сазавского, хотя изначально предназначалась для альбома Ногавицы Divné století. Текст песни «Velká voda» («Наводнение») написан под влиянием наводнений, случившихся в Чехии в 2002 г.

## Список композиций
1. «Krupobití» — 2:04
2. «Mařenka» — 2:31
3. «Ostravo» — 2:04
4. «Babylon» — 3:07
5. «Na dvoře divadla» — 1:31
6. «Sestřičko ze špitálu» — 1:54
7. «Ženy» — 2:52
8. «Masopust» — 3:13
9. «Pochod Eskymáků» — 1:51
10. «Milionář» — 3:56
11. «Nic moc» — 3:14
12. «Dlouhá tenká struna» — 3:35
13. «Velká voda» — 3:03
14. «Převez mě, příteli» — 2:35

## Участники записи
- Яромир Ногавица: вокал (1-14), акустическая гитара (1, 4, 5, 6, 8, 10, 11, 13, 14), семиструнная акустическая гитара (2), гармонь (3, 9)
- Вит Сазавский: бас-гитара (1, 13), губная гармоника (14), скрипка (13), марака (7), тромбон (9), бубен (5, 9, 11), хор (9), литавры (13)
- Карел Плихал: акустическая гитара (6, 11)
- Онджей Кабрна: орган Хаммонда (1)
- Ян Милиткий: электрогитара (1)
- Йиржи Неужил: фортепиано (12)
- Павел Планка: ударные (1)
- Радек Поборжил: труба (5, 9), аккордеон (7), хор (9)
- Мирослав Клус: хор (9), свист (14)